# Maria Maj
Maria Maj, także Maria Maj-Talarczyk, Maria Maj-Ratajczak (ur. 14 grudnia 1948 w Międzylesiu) – polska aktorka teatralna i filmowa. 

## Życiorys
Jest absolwentką Państwowej Wyższej Szkoły Teatralnej w Łodzi. W latach 1972–1979 występowała w Teatrze im. Norwida w Jeleniej Górze, w latach 1979–1981 w Teatrze im. Jana Kochanowskiego w Opolu, w latach 1981–1983 w Teatrze Polskim w Poznaniu, w latach 1983-1988 w Teatrze Nowym w Poznaniu. W latach 1988–1993 należała do zespołu Janusza Wiśniewskiego. Od 1996 jest aktorką Teatru Rozmaitości w Warszawie.

## Filmografia
- 1976: Pryzmat jako Majka
- 1993: Balanga jako sklepowa
- 1996: Wezwanie
- 1996: Odwiedź mnie we śnie jako opiekunka „Marchewy” w niebie
- 1996: Kratka
- 1996–1997: Dom jako bibliotekarka (odc. 15 i 17)
- 1997: Przystań jako sprzedawczyni na dworcu
- 1997: Pokój 107 jako kobieta w przychodni położniczej
- 1997: Boża podszewka jako kobieta z psem w mieszkaniu doktora Lewickiego (odc. 10)
- 1997–2008: Klan jako lekarz nefrolog
- 1997: 13 posterunek (odc. 6)
- 1999: Patrzę na ciebie, Marysiu jako matka Marysi
- 1999: Tydzień z życia mężczyzny jako sędzia prowadząca rozprawę skinów
- 1999: Rodzina zastępcza jako wychowawczyni (odc. 1 i 4)
- 1999: Dług jako kobieta dzwoniąca z aparatu telefonicznego
- 2000: Wielkie rzeczy jako adwokatka Danki (cz. 3)
- 2001: Wtorek jako matka dziewczyny na castingu
- 2001: Na dobre i na złe jako Michałowska, matka Piotra i Pawła (odc. 87)
- 2001–2012: M jak miłość jako pielęgniarka Lucyna Banasik
- 2002–2010: Samo życie jako doktor Merecz
- 2002: Moje pieczone kurczaki jako matka Magdy
- 2002: Edi jako żona „Małego”
- 2003: Przemiany jako matka sióstr
- 2003: Pogoda na jutro jako Jarecka, sprzątaczka w szpitalu
- 2003: Glina jako dyrektorka domu dziecka (odc. 3)
- 2003–2013: Na Wspólnej jako Kazimiera Bartczak
- 2004: Pręgi jako nauczycielka
- 2004: Piekło niebo jako Zosia
- 2004: Długi weekend jako Kozłowska, matka Teosia
- 2004: Poza zasięgiem jako pani Donata, dyrektorka domu dziecka
- 2004: Camera Café jako stażystka Krystyna Gruchała
- 2005: Pensjonat pod Różą jako Zenia, siostra Jadwigi (odc. 76 i 77)
- 2005: Boża podszewka II jako krawcowa Tekla (odc. 12)
- 2005: Kryminalni jako Krystyna Wilczyńska (odc. 28)
- 2005: Klinika samotnych serc jako Irena Ligota, obłożnie chora matka Macieja (odc. 15 i 16)
- 2006: Strajk jako Chomska, sąsiadka Agnieszki
- 2006–2007: Pogoda na piątek jako Marianna Koralczyk
- 2006: Kochaj mnie, kochaj! jako Jadwiga, matka Agi
- 2006: Apetyt na miłość jako pani Walicka, sąsiadka dziewczyn
- 2007: Ekipa jako sekretarka Adama Niemca
- 2008: Pitbull jako wychowawczyni w domu dziecka (odc. 31)
- 2008: 39 i pół jako siostra - szefowa radia KRB FM(odc. 6)
- 2008: 33 sceny z życia jako pielęgniarka
- 2008–2009: Czas honoru jako matka Antka (odc. 12-14)
- 2008–2009, 2020–2022: BrzydUla jako matka Maćka, przyjaciela Uli
- 2009–2010: Złotopolscy jako Aniela Garlińska, siostra listonosza Józefa
- 2009: Zero jako lekarka
- 2010–2011: Licencja na wychowanie jako pani Czesia
- 2010: Nie ten człowiek jako matka Kuby
- 2010: Apetyt na życie jako Marzena Rylska, matka Witolda
- 2011–2012: Galeria jako Bożenka
- 2012: Mój rower jako Sabina Dziedzicowa, sąsiadka Włodzimierza
- 2013: Komisarz Alex jako Marta, gosposia Nowikowej (odc. 36)
- 2013: W imię... jako matka Dyni
- 2013–2014: Lekarze jako Grażyna Orda, matka Daniela (odc. 27, 41)
- 2013: Gabriel jako babcia
- 2014: Między nami dobrze jest − jako Bożena
- 2014: Miasto 44 jako schronowa
- 2014: Małe stłuczki jako pani Michałowska
- 2014: Książę − jako Teresa Błajet-Wilniewczyc
- 2015: Prawo Agaty jako Janina Michałowska (odc. 89)
- 2016: Strażacy jako Danuta (odc. 18)
- 2016: Ojciec Mateusz jako Hanna Jaroszowa (odc. 205)
- 2016: Komisja morderstw jako Janina Kowalska, matka Lajcha (odc. 6)
- 2016: Belfer − jako matematyczka Kazimiera
- 2016: Artyści − jako bufetowa
- 2017: Ultraviolet − jako Helena Barska, matka Mai (odc. 4)
- 2017: Tarapaty − jako „Pulchna”
- 2017: Na dobre i na złe − jako Alicja Wróbel (odc. 671)
- 2017: Dom pełen zmian − jako Grażyna, matka Magdy Malinowskiej (odc. 3, 7)
- 2018: Ojciec Mateusz jako Florczakowa (odc. 253)
- 2018: Drogi wolności jako Józefa Wojciechowa Raczek, matka Jerzyka
- 2018: Dom pełen życia − jako Grażyna, matka Magdy Malinowskiej (odc. 10)
- 2018: 1983 − jako Sara Żurawska, żona Janusza (odc. 1, 2, 7)
- 2018: Pułapka jako Krystyna Rybak, dyrektorka domu dziecka w Borowinie
- 2019: Wataha − jako wiceminister Prochowska
- 2020: Lepsza połowa jako babcia (odc. 2)
- 2020: Magic Mountains jako matka Wojtka
- 2021: Wszystkie nasze strachy jako babcia Daniela
- 2021: Planeta singli. Osiem historii jako Halinka (odc. 7)
- 2021: Każdy wie lepiej jako Bożena, była teściowa Ani
- 2022: Wielka woda jako pani Basia, sąsiadka Leny Tremer
- 2022: Nie zgubiliśmy drogi
- 2022: Jeszcze przed świętami jako Gienia, sąsiadka Marysi
- 2022: Bejbis jako melomanka
- 2023: Matylda jako Wilhelma Ważkowa
- 2023: Grzyby jako babcia
- 2025: Porządny człowiek jako Agnieszka

## Dubbing
- 1990–1996: Kapitan Planeta i planetarianie
- 2007: Katyń jako Wanda Wasilewska

## Wybrane spektakle teatralne
- 1987: Słoń, jako Ałła
- 1989: Zamek (1989), jako Amalia
- 1998: Julia, jako ciotka
- 2002: Złodziejki chleba, jako pani Matys
- 2007: Ballada o kluczu, jako krawcowa
- 2009: Między nami dobrze jest, tekst Dorota Masłowska, reż. Grzegorz Jarzyna TR Warszawa
- 2010: operacja Reszka jako Blondyna

## Nagrody
1. 1978: wrocławska Złota Iglica
2. 1979: wrocławska Złota Iglica
3. 2007: Nagroda aktorska za rolę matki w „Absyncie” na XLVII Kaliskich Spotkaniach Teatralnych